# Episcada cabensis
Episcada cabensis är en fjärilsart som beskrevs av Richard Haensch 1905. Episcada cabensis ingår i släktet Episcada och familjen praktfjärilar. Inga underarter finns listade i Catalogue of Life.